# Медресе Мусы Тура
Медресе Мусы Тура (узб. Musa Tura madrasasi) — ныне недействующее медресе в хивинской цитадели Ичан-Кала, построенное в 1841 году. Входит в Национальный перечень объектов недвижимости материального культурного наследия Узбекистана.

## История
Медресе Мусы Тура было воздвигнуто в 1841 году в центре цитадели Ичан-Кала в Хиве. Инициатором строительства стал Муса Тура — потомок хивинских ханов, сын Рахманкули Инака, внука Мухаммад Рахим-хана I и племянника Аллакули-хана. В 1855 году Муса Тура погиб в бою с туркменами-йомудами и был похоронен в медресе.
В настоящее время здание используется как магазин товаров народных промыслов.
Здание включено в список охраняемых объектов, учреждённых согласно постановлению Кабинета министров Узбекистана «Об утверждении Национального перечня объектов недвижимости материального культурного наследия».

## Описание
Медресе имеет трапециевидную в плане форму и состоит из вестибюля, худжр (жилых помещений), мечети и дарсханы (классной комнаты), а также двух дворов.
Площадь здания — приблизительно 38,7×28,2 м. Наружные стены почти не декорированы, однако деревянные двери обильно украшены резьбой. По углам здания расположены невысокие башни. В боковых стенах проделаны арочные окна. Многокупольная крыша покрыта черепицей.